# Digital dark age
Digital dark age, traducibile in italiano come "epoca buia digitale" o "Medioevo digitale", è una locuzione inglese usata per descrivere una possibile situazione futura in cui sarà difficile o impossibile leggere documenti digitali molto datati, poiché disponibili solo in supporti o in formati diventati a quel punto inaccessibili (vedi obsolescenza digitale).
Il nome deriva da "Dark Ages" (in italiano "Secoli bui"), una locuzione che in lingua inglese è utilizzata per indicare l'Alto Medioevo, a significare che, dell'attuale periodo, vi sarebbe una relativa mancanza di documentazione scritta. La prima menzione documentata del termine risale una conferenza della International Federation of Library Associations and Institutions (IFLA, Federazione internazionale delle associazioni e istituzioni bibliotecarie) nel 1997. Il termine è stato menzionato anche nel 1998, al convegno Time and Bits, che fu sponsorizzato dalla Long Now Foundation e dal Getty Conservation Institute.

## L'accesso ai dati
Il problema non è limitato solo ai documenti di testo, ma vale anche per le foto, i video, l'audio e altri tipi di documenti elettronici in formato digitale. La preoccupazione principale è che i documenti sono memorizzati su supporti fisici che richiedono hardware particolare per essere letti e che questo hardware potrebbe non essere più disponibile nel giro di pochi decenni. Una dimostrazione pratica è che già oggi le unità disco necessarie per leggere un floppy disk da 5.25 pollici non sono facilmente disponibili. La locuzione Digital Dark Age si applica anche ai problemi che insorgono a causa di formati di file obsoleti. In questo caso, è la mancanza del necessario software che causa problemi nel recupero dei documenti memorizzati.
Un esempio famoso è avvenuto con i dati delle immagini dello sbarco su Marte del Viking nel 1976, conservati dalla NASA: per oltre un decennio, i nastri magnetici non sono stati utilizzati. Quando furono analizzati di nuovo, i dati risultarono illeggibili perché codificati in un formato sconosciuto e i programmatori originali erano morti o avevano lasciato la NASA. Le immagini furono poi estratte dopo molti mesi in cui si rese necessaria l'analisi dei dati e dei metodi di registrazione con le apparecchiature originali.
Un altro esempio è stato il progetto BBC Domesday, un censimento nazionale digitale compilato 900 anni dopo il Domesday Book. Considerando che le informazioni nel Domesday Book originale erano ancora accessibili, si profilarono seri timori che l'enorme mole di dati raccolta dal nuovo progetto in forma digitale su dischi sarebbe diventata illeggibile in quanto i computer in grado di leggerne il formato stavano diventando rari e ancor più rare le unità in grado di accedere ai dischi. Tuttavia, il problema è stato risolto nel 2002 con l'implementazione di un emulatore in grado di rendere leggibili le informazioni registrate sui dischi anche da computer moderni.

## Prevenzione
Nel 2007 Microsoft ha stipulato una partnership con gli Archivi nazionali per evitare una digital dark age e per "sbloccare milioni di file oramai illeggibili".
Un'altra organizzazione, la biblioteca digitale Internet Archive, ha dichiarato che uno dei suoi obiettivi principali è quello di evitare una digital dark age.